# High Speed (film fra 1924)
High Speed er en amerikansk stumfilm fra 1924 af Herbert Blaché.

## Medvirkende
- Herbert Rawlinson som Hi Moreland
- Carmelita Geraghty som Marjory Holbrook
- Bert Roach som Dick Farrell
- Otto Hoffman som Daniel Holbrook
- Percy Challenger som Rev. Percy Humphries
- Jules Cowles som Burglar
- Cleo Bartlett som Susanna
- Buck Russell
- Helen Broderick